# Plagodis rossaria
Plagodis rossaria är en fjärilsart som beskrevs av Augustus Radcliffe Grote 1876. Plagodis rossaria ingår i släktet Plagodis och familjen mätare. Inga underarter finns listade i Catalogue of Life.